# Petr Jašek
Petr Jašek (* 1963) je český humanitární pracovník, dokumentarista a spolupracovník české pobočky organizace Hlas mučedníků. Petr Jašek má dvacetiletou praxi ve zdravotnictví a působil také v nemocniční administrativě, byl ředitelem nemocnice v Počátkách. V 90. letech byl rovněž zástupcem starosty města Počátky. Humanitárně kromě Súdánu působil také v Nigérii, kde pomáhal obětem útoků islamistické skupiny Boko Haram. Je členem sboru Církve bratrské v Kladně.

## Uvěznění v Súdánu
V prosinci 2015 byl Jašek zadržen súdánskou tajnou policii na letišti v Chartúmu. Čeští diplomaté jednali o jeho propuštění. O případ se staralo zejména velvyslanectví v Káhiře, které se stará i o oblast Súdánu, a také švýcarský konzul v Súdánu, který tam zastupuje i zájmy České republiky.
Koncem února 2016 se objevily zprávy, že bude souzen podle islámského práva a že mu, přinejmenším teoreticky, hrozí trest smrti. Do Súdánu se vydal kvůli dokumentaci pronásledování tamních křesťanů, k němuž mělo docházet při střetech mezi vládou a povstalci v pohoří Núba ve státě Jižní Kordofán. Při jedné z cest do Súdánu překročil jeho hranice nelegálně, bez víza a mimo hraniční přechod. Úřady ho proto vinily z nelegálního překročení hranice. Na případ bylo dle prohlášení Hlasu mučedníků uvaleno informační embargo.
Na podzim roku 2016 začal v Chartúmu soudní proces, ve kterém byli Jašek a s ním dva súdánští pastoři Hassan Taour a Abdulmon Abdumawla obviněni z protistátní činnosti a špionáže. Jašek se jich měl dopustit publikováním informací, které poškozovaly obraz Súdánu v zahraničí. Do případu se na konci roku 2016 vložili i čeští europoslanci Pavel Svoboda, Michaela Šojdrová a Tomáš Zdechovský, kteří se ve svém dopise obrátili na tehdejší vysokou představitelku EU pro zahraniční věci a bezpečnostní politiku Fredericu Mogherini se žádostí o pomoc.

### Odsouzení
29. ledna 2017 byl Petr Jašek súdánským soudem odsouzen ke 20 letům odnětí svobody za údajnou protistátní činnost. Podle informací europoslance Tomáše Zdechovského byl Jašek odsouzen nejen k 20 letům odnětí svobody za špionáž, nýbrž k dalším 6 měsícům za šíření pomluv o Súdánu a ke dvěma rokům vězení za rozsévání nenávisti mezi náboženskými komunitami a nelegální vstup do země. Úhrnný trest tedy tvoří 23,5 let odnětí svobody a pokuta ve výši 100 000 súdánských liber (cca 400 000 českých korun) za vykonávání humanitární práce bez řádného povolení. Jaškovi spoluobvinění byli odsouzeni ke 12 letům odnětí svobody.

### Propuštění
V únoru 2017 mu byla udělena prezidentská milost a zároveň súdánský prezident Umar al-Bašír nařídil jeho okamžité propuštění. Do České republiky se vrátil 26. února 2017 společně s ministrem zahraničí Lubomírem Zaorálkem, který byl v Súdánu a o jeho propuštění vyjednával. 12. května 2017 udělil súdánský prezident Umar al-Bašír milost Jaškovým spolupracovníkům; pastoru Hasanu Abdelrahimu Kodimu a lidskoprávnímu aktivistovi Adelmoneimu Abdelmoulaovi.
Česká rozvědka za propuštění vyplatila egyptské tajné službě „za pomoc s vyjednáváním“ přibližně tři sta milionů korun. Dosud se přitom mělo za to, že rozvědka darovala Egyptu speciální techniku pro odposlechy telefonů. Akci podle zdrojů MF DNES schválil tehdejší náměstek rozvědky Zdeněk Blahut a podle pravidel tajné služby by jej měl schválit i ředitel Jiří Šašek; proti Blahutovi bylo v té věci r. 2019 zahájeno trestní stíhání pro podvod.

### Aktivity po propuštění
Jašek o svých zkušenostech z doby uvěznění, ale také o jeho předchozí práci křesťanského humanitárního pracovníka otevřeně mluví v rozhovorech v médiích  a také na veřejných besedách či církevních shromážděních. V listopadu 2017 a březnu 2018 byl Jašek hostem besedy pro vysokoškolské studenty organizované studentskou organizací Integrity Life v Brně a Hradci Králové. 